# الولايات الألمانية القديمة

خريطة ألمانيا الغربية

الولايات الألمانية القديمة ((بالألمانية: die alten Bundesländer)‏ هي 10 ولايات في ألمانيا الغربية.
منذ إعادة التوحيد، تألفت ألمانيا من 16 دولة تتمتع بوضع قانوني متساو. ومع ذلك، لا تزال عملية «التوحيد الداخلي» بين ألمانيا الشرقية والغربية السابقة مستمرة. الولايات القديمة هي:
- بادن فورتمبيرغ
- بافاريا
- بريمن
- هامبورغ
- هيس
- ساكسونيا السفلى
- شمال الراين وستفاليا
- راينلاند بالاتينات
- سارلاند
- شليسفيغ هولشتاين

يعتمد اعتبار برلين الغربية «ولاية قديمة» على السياق، نظرًا لارتباطها الوثيق بجمهورية ألمانيا الفيدرالية، لكن موضعها كان موضع خلاف بسبب اتفاقية القوى الأربع بشأن برلين.
يشار إلى الولايات القديمة بالعامية باسم ألمانيا الغربية السابقة، على الرغم من أن اسم ألمانيا الغربية له معاني إضافية.

## دين
المسيحية هي الديانة المهيمنة في ألمانيا الغربية، باستثناء هامبورغ، التي تتمتع بتعددية غير دينية (مثل لادينية). من ناحية أخرى، فإن لادينية هي الغالبة في الجزء الشرقي من ألمانيا، والتي تعتبر أقل المناطق الدينية في العالم. الاستثناء هو برلين الغربية السابقة، التي كان لديها تعدد مسيحي في عام 2016 (44.4 ٪ مسيحي و 43.5 ٪ غير منتسبين). كما أن لديها حصة أعلى من المسلمين، أو 8.5 ٪، مقارنة ببرلين الشرقية السابقة، مع 1.5 ٪ فقط من المسلمين المعلنين ذاتيا اعتبارا من عام 2016.
| الدين من قبل الدولة، 2016         | البروتستانت | الكاثوليك | وليس دينيا | مسلمون | الآخرين |
| --------------------------------- | ----------- | --------- | ---------- | ------ | ------- |
| وصلة=\|حدود بادن فورتمبيرغ        | 37.6٪       | 40.6٪     | 16.4٪      | 2.5٪   | 3.0٪    |
| وصلة=\|حدود بافاريا               | 23.4٪       | 58.6٪     | 15.6٪      | 1.1٪   | 1.3٪    |
| وصلة=\|حدود بريمن                 | 51.8٪       | 7.8٪      | 39.1٪      | 0.0٪   | 1.3٪    |
| وصلة=\|حدود برلين الغربية السابقة | 32.0٪       | 12.4٪     | 43.5٪      | 8.5٪   | 3.5٪    |
| وصلة=\|حدود هامبورغ               | 34.3٪       | 9.0٪      | 44.1٪      | 10.9٪  | 1.7٪    |
| وصلة=\|حدود هيس                   | 50.2٪       | 21.7٪     | 22.2٪      | 3.8٪   | 2.1٪    |
| وصلة=\|حدود ساكسونيا السفلى       | 53.8٪       | 18.7٪     | 24.1٪      | 2.5٪   | 0.9٪    |
| وصلة=\|حدود شمال الراين وستفاليا  | 30.9٪       | 44.6٪     | 18.1٪      | 4.4٪   | 2.0٪    |
| وصلة=\|حدود راينلاند بالاتينات    | 34.8٪       | 42.4٪     | 19.6٪      | 1.0٪   | 2.1٪    |
| وصلة=\|حدود سارلاند               | 22.3٪       | 68.1٪     | 8.2٪       | 1.4٪   | 0.0٪    |
| وصلة=\|حدود شليسفيغ هولشتاين      | 61.5٪       | 3.2٪      | 31.3٪      | 2.2٪   | 1.7٪    |
| مجموع                             | 36.7٪       | 38.2٪     | 20.3٪      | 3.0٪   | 1.9٪    |

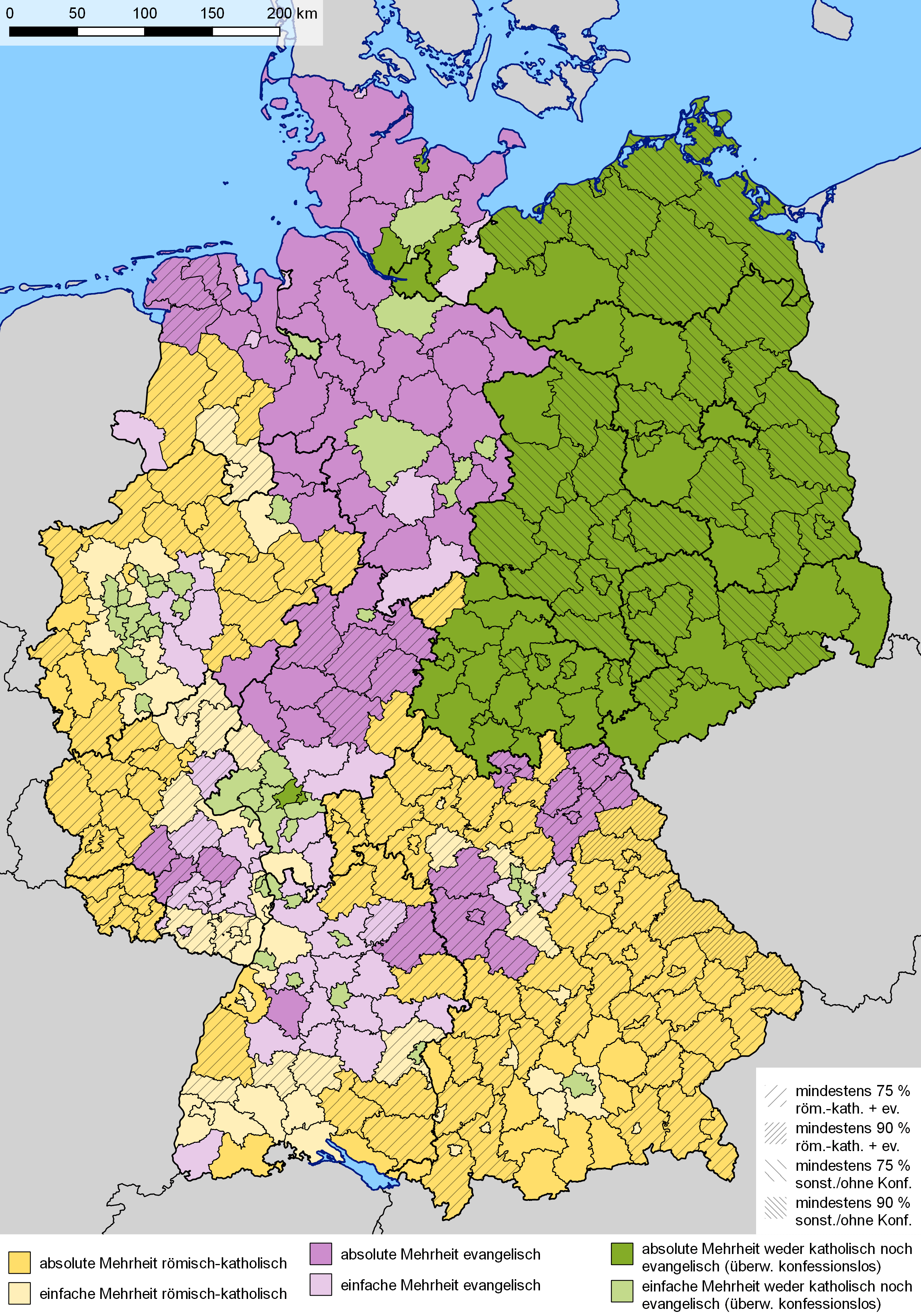
معظم الألمان الغربيين مسيحيون (2011).
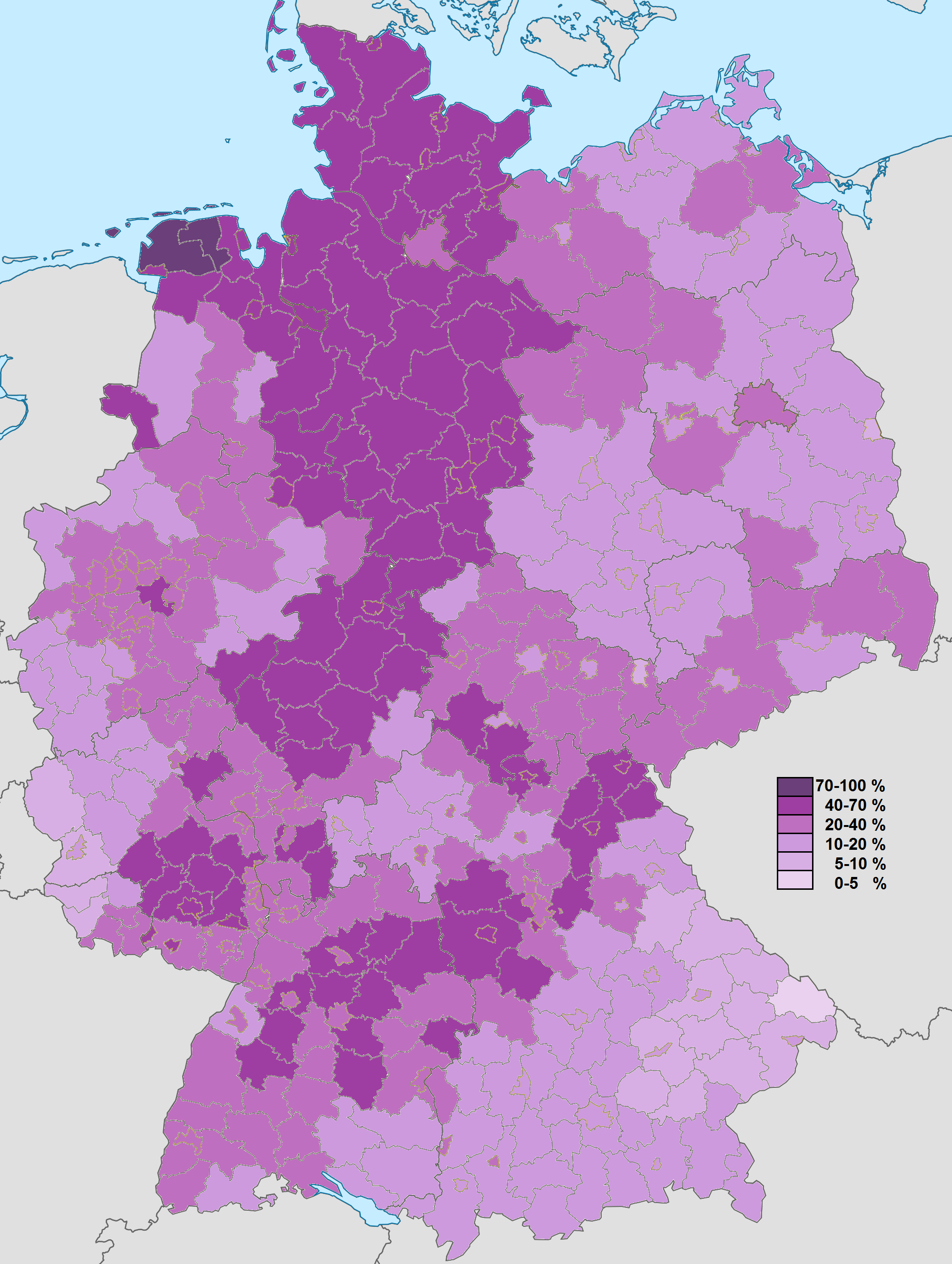
السكان الإنجيليون حسب إحصاء عام 2011
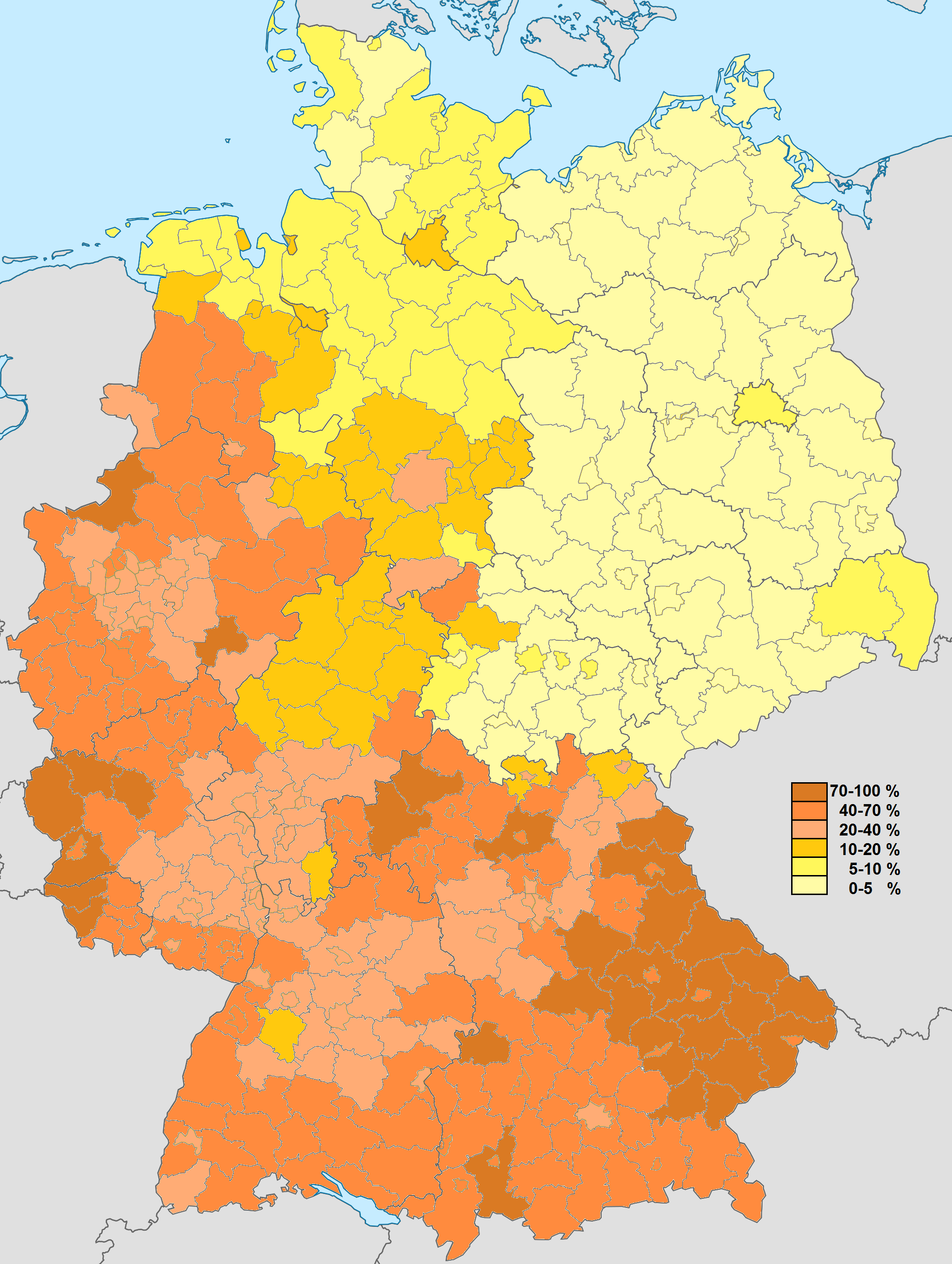
السكان الكاثوليك حسب تعداد عام 2011
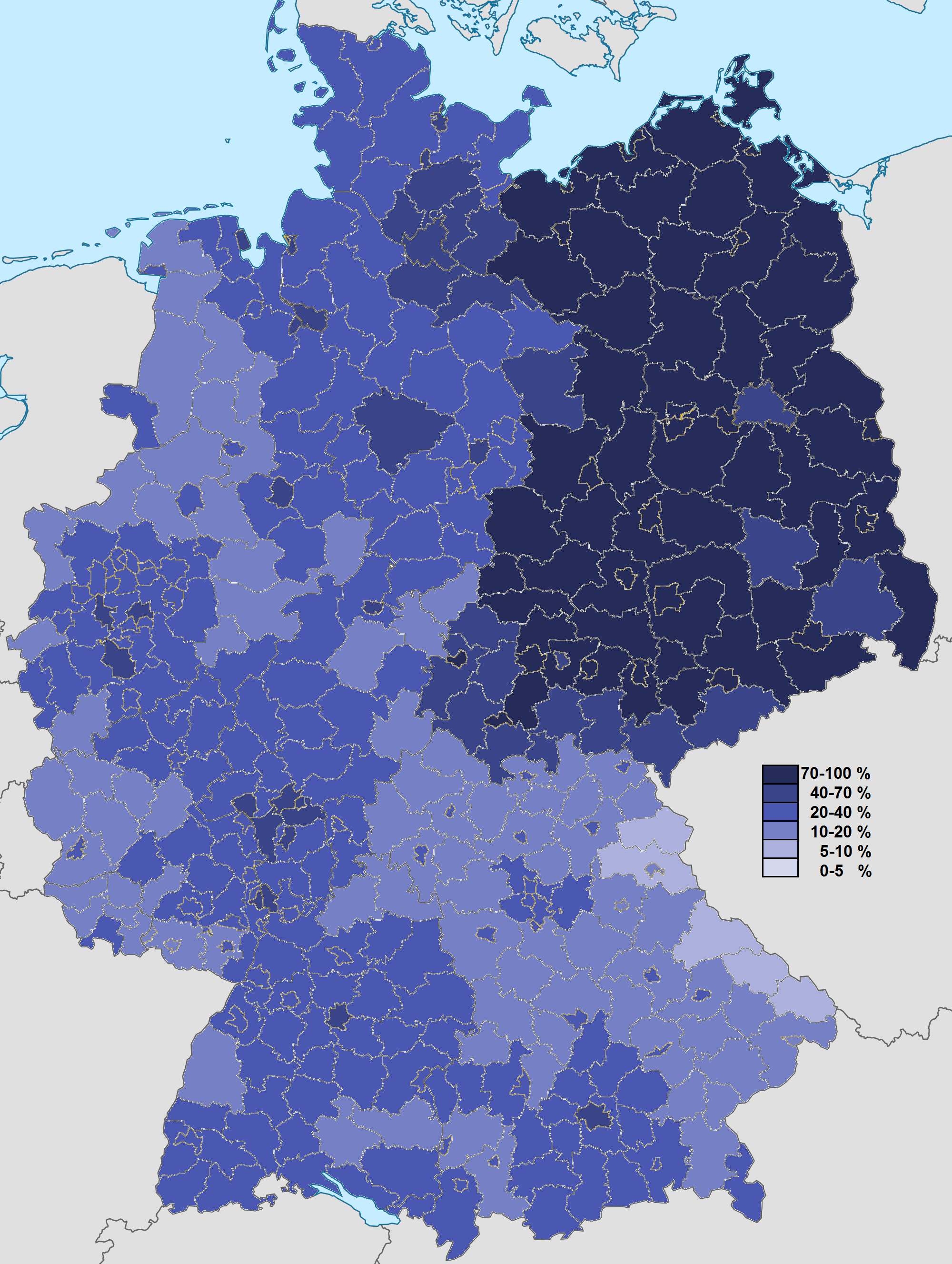
السكان غير المتدينين حسب إحصاء عام 2011 (بما في ذلك الديانات الأخرى وغير المحددة)

### الموثوقية

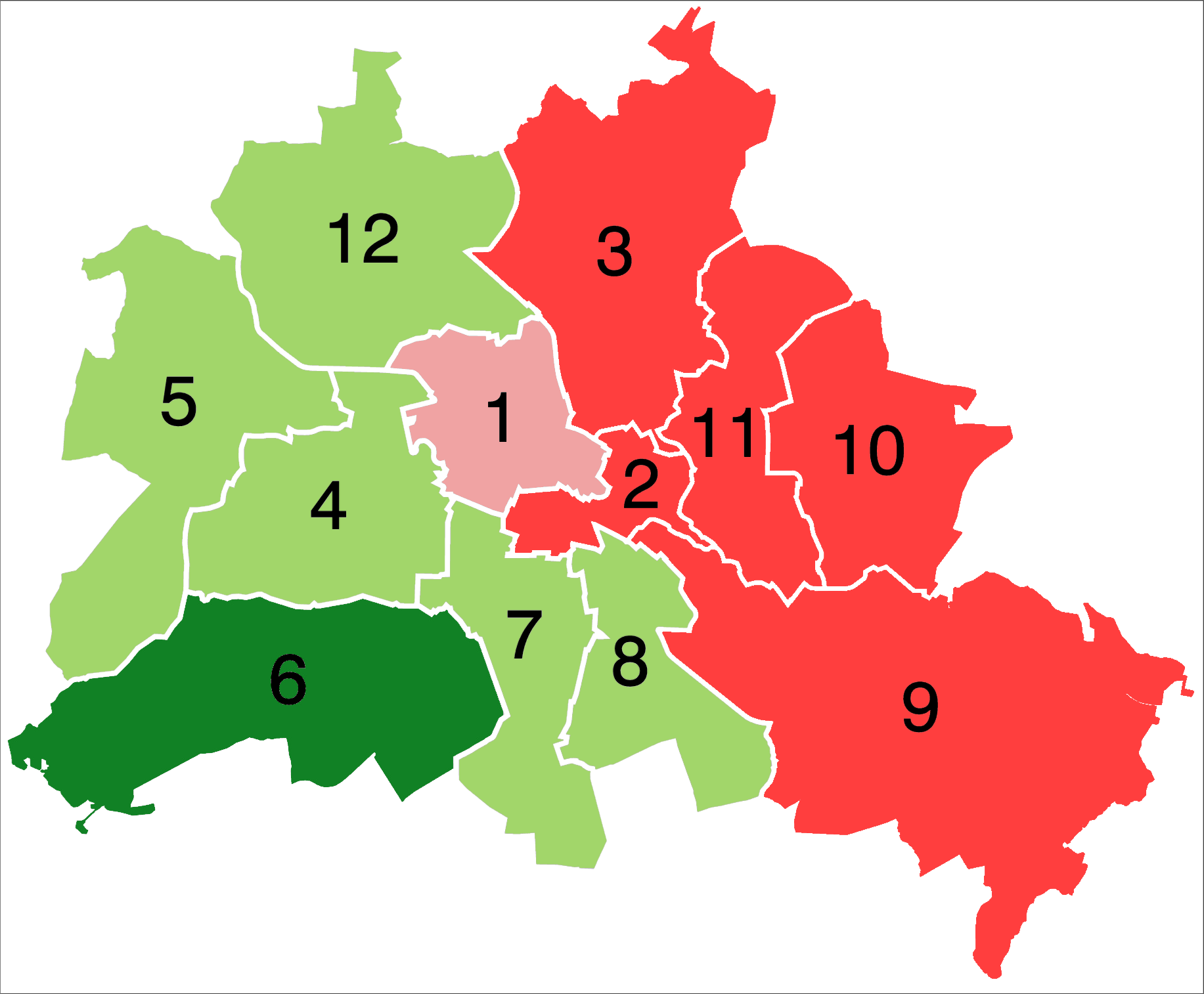
نتائج الاستفتاء Pro Reli حسب المنطقة:
----
Over 60% yes votes of the participants and over 25% of the voters

في الاستفتاء على إدخال المجال الاختياري للأخلاقيات / الدين، حيث سيطر المهيمنون في برلين الغربية على حزب الاتحاد الديمقراطي المسيحي والحزب الديمقراطي الحر على نعم ضد الخضر (باستثناء «مجموعة العمل المسيحية»)  و SPD  دعا لا، لديك في برلين الغربية 58.58 ٪ لإدخال التعليم الديني. (في برلين الشرقية، صوت ما مجموعه 74.62 ٪ لا).

## اقتصاد
يظل مستوى المعيشة والدخل السنوي أعلى بكثير في الولايات الفيدرالية القديمة. في ألمانيا الغربية، هناك دخل أكثر مما هو عليه في الشرق.
في ألمانيا الغربية، هناك مزارع أصغر منها في الشرق.

في الغرب، هناك عدد أقل من العاطلين عن العمل في ألمانيا الشرقية السابقة. 

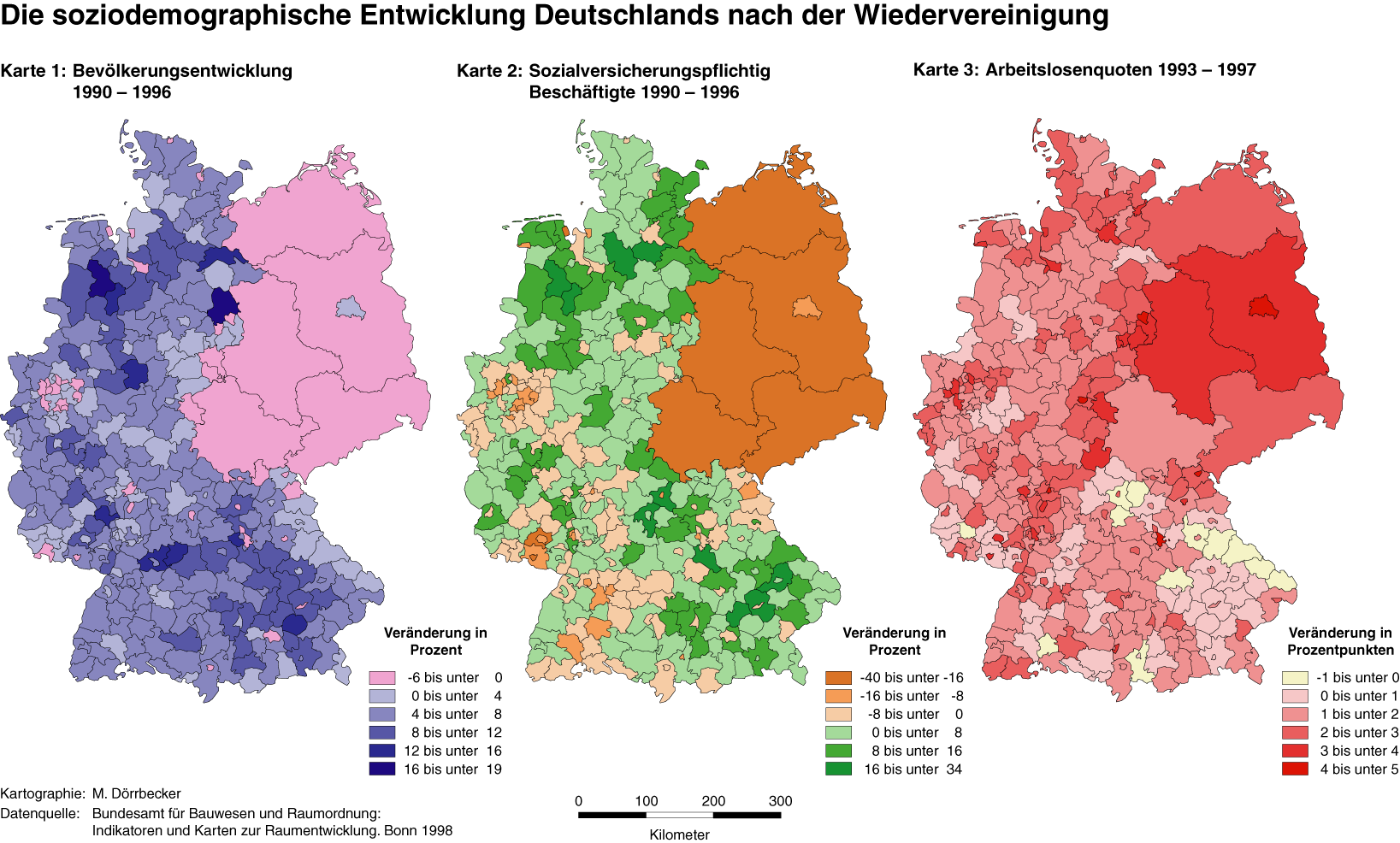
التطور الاجتماعي الديمغرافي لألمانيا بعد إعادة التوحيد
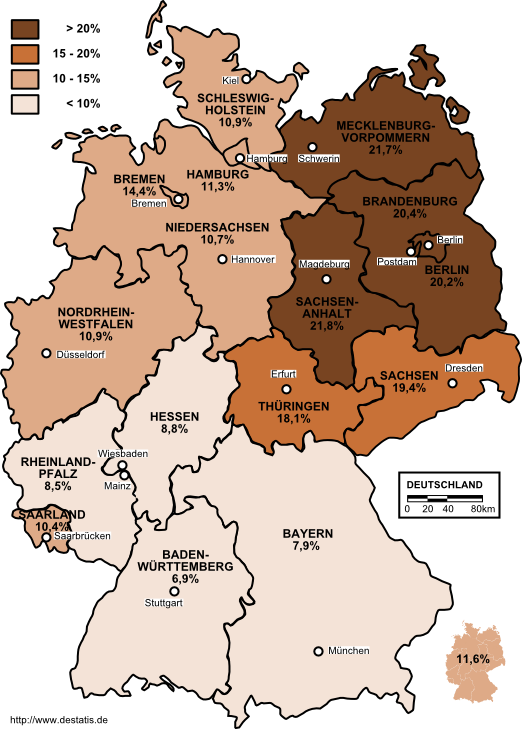
معدل البطالة في ألمانيا عام 2003 من قبل الدول .
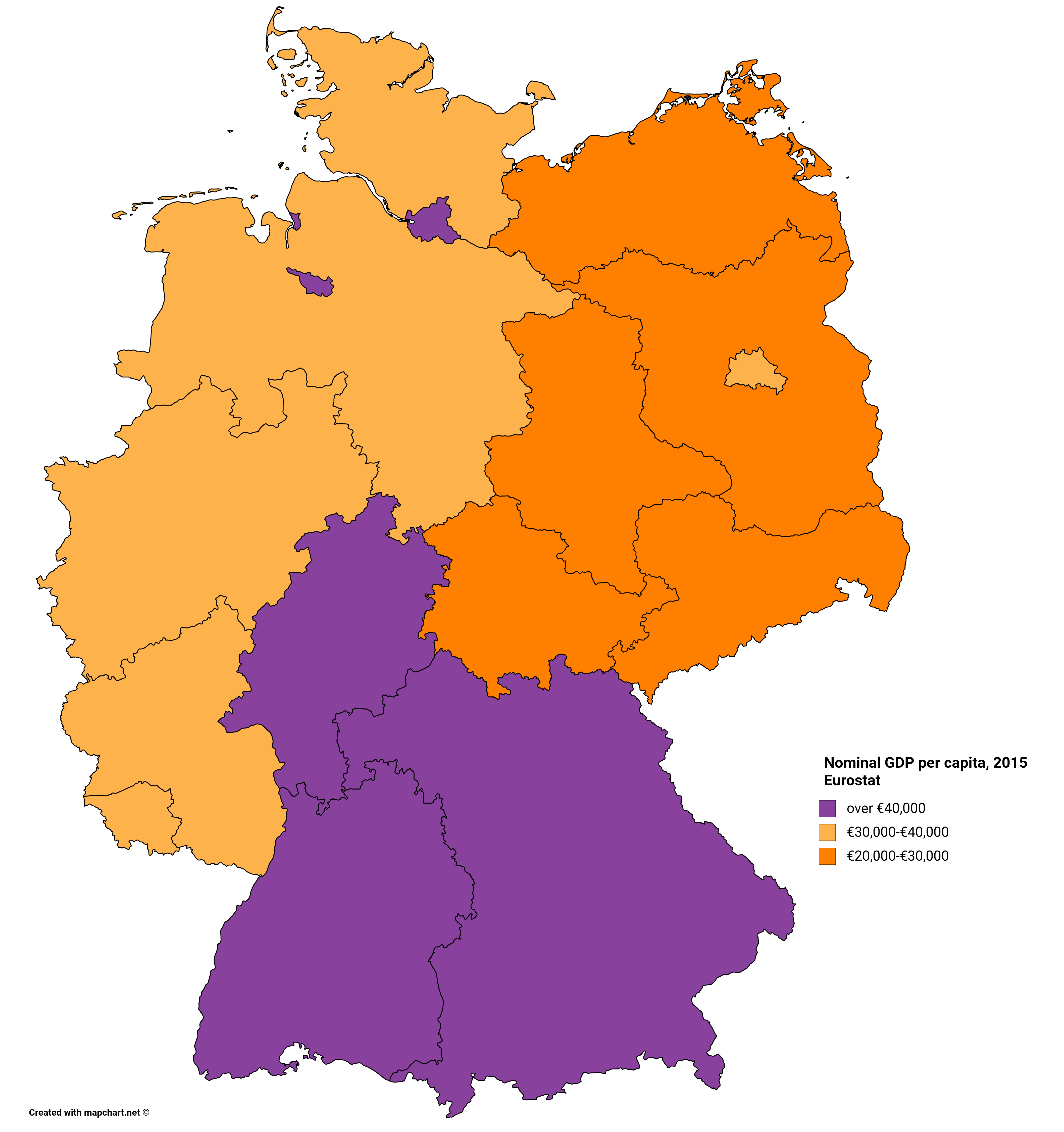
الناتج المحلي الإجمالي الاسمي للفرد ، 2015 يوروستات

## سياسة

المشاركة من قبل الدائرة 2017

في الغرب وبرلين الغربية  كان الاتحاد والحزب الديمقراطي الاشتراكي والحزب الديمقراطي الحر وحزب الخضر أقوى، من ناحية أخرى الأحزاب الشعبية اليمينية واليسار أضعف من الشرق.
على عكس الشرق، لا يوجد 3 أو منذ عام 2016 4 أحزاب قوية على قدم المساواة ولكن «هيمنة الحزبين» من الحزب الديمقراطي الاشتراكي وحزب الاتحاد الديمقراطي المسيحي.

## التنمية الديموغرافية

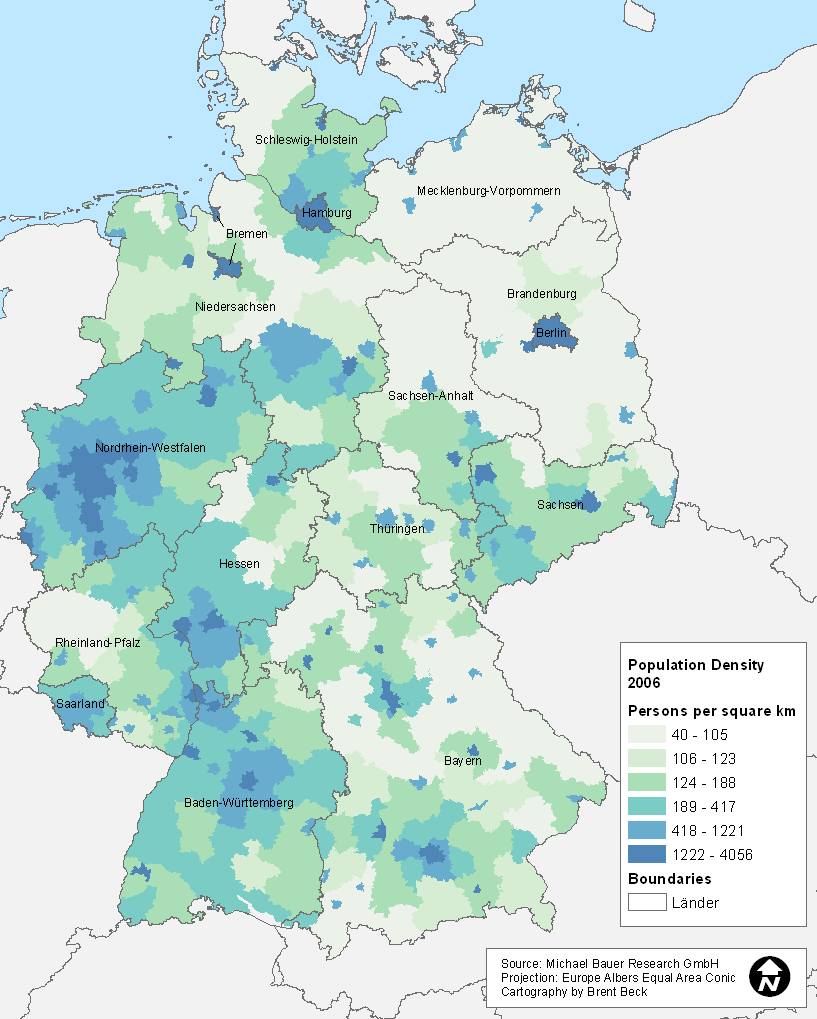
الكثافة السكانية للولايات الألمانية الجديدة أقل من الكثافة السكانية للولايات القديمة.

في الولايات القديمة، متوسط العمر أقل منه في الشرق.

### التطور الديمغرافي
في الولايات الفيدرالية القديمة، تطور السكان أيضًا بشكل مختلف. في بادن فورتمبيرغ، بافاريا، هامبورغ، هيس وشليسفيغ هولشتاين، زاد عدد السكان بشكل مطرد. في سارلاند، من ناحية أخرى، انخفض عدد السكان بشكل مطرد. زاد عدد سكان شمال الراين - وستفاليا (حتى 2004) وساكسونيا السفلى وراينلاند بالاتينات (وكلاهما حتى عام 2003) في البداية ثم تراجع مرة أخرى. انخفض عدد سكان بريمن حتى عام 2001، ثم ارتفع إلى عام 2007 وبدأ في الانخفاض مرة أخرى في عام 2008.
منذ عام 1980، كانت معدلات المواليد ثابتة نسبيا.

### هجرة
يوجد في ألمانيا الغربية عدد أكبر من المهاجرين من الشرق. 

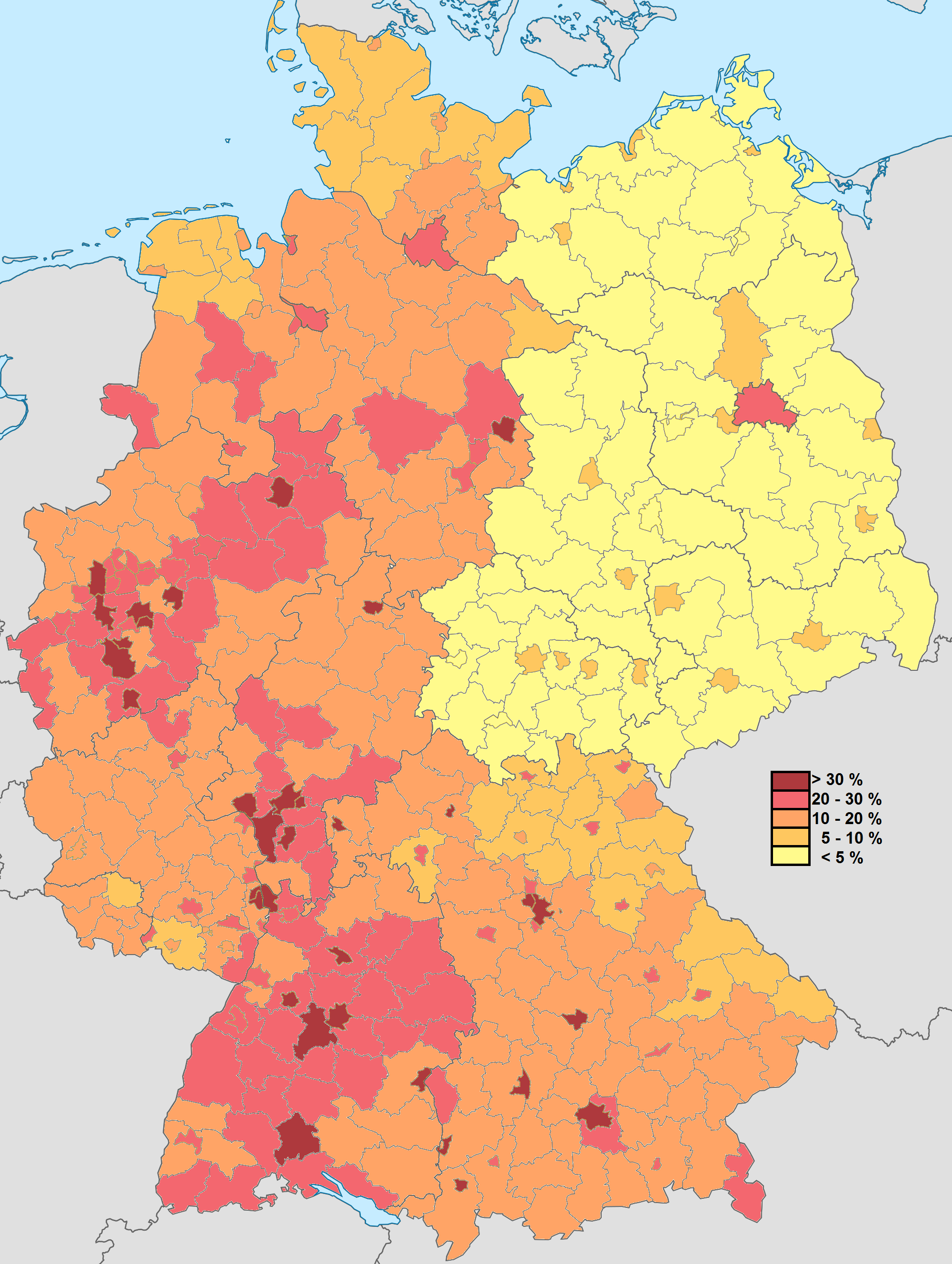
هناك عدد أقل بكثير من المهاجرين في الشرق منه في الغرب ، وفقًا لنتائج تعداد عام 2011 على مستوى المقاطعة.
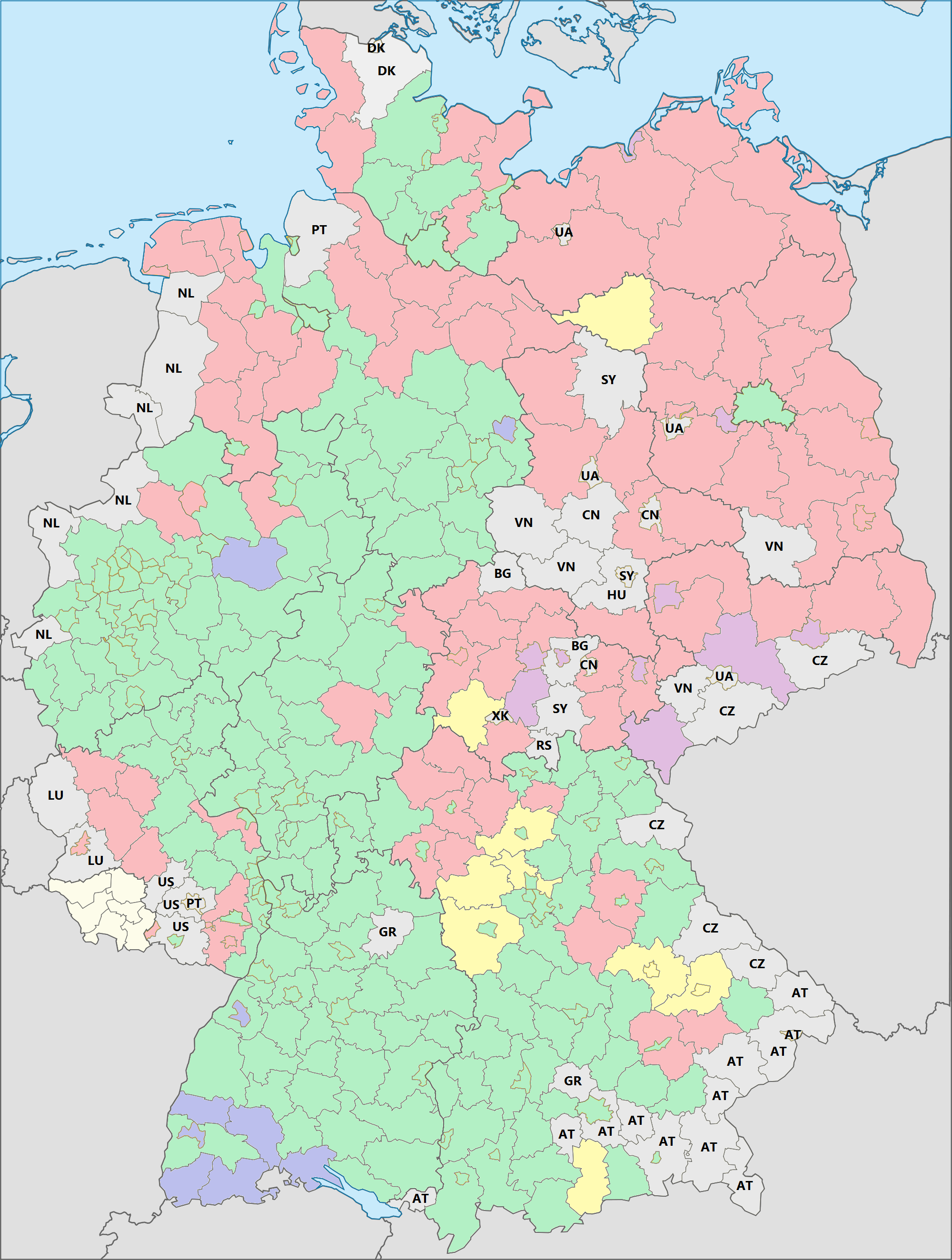
في معظم المقاطعات الغربية ، الأتراك هم أكبر عدد من السكان الأجانب.
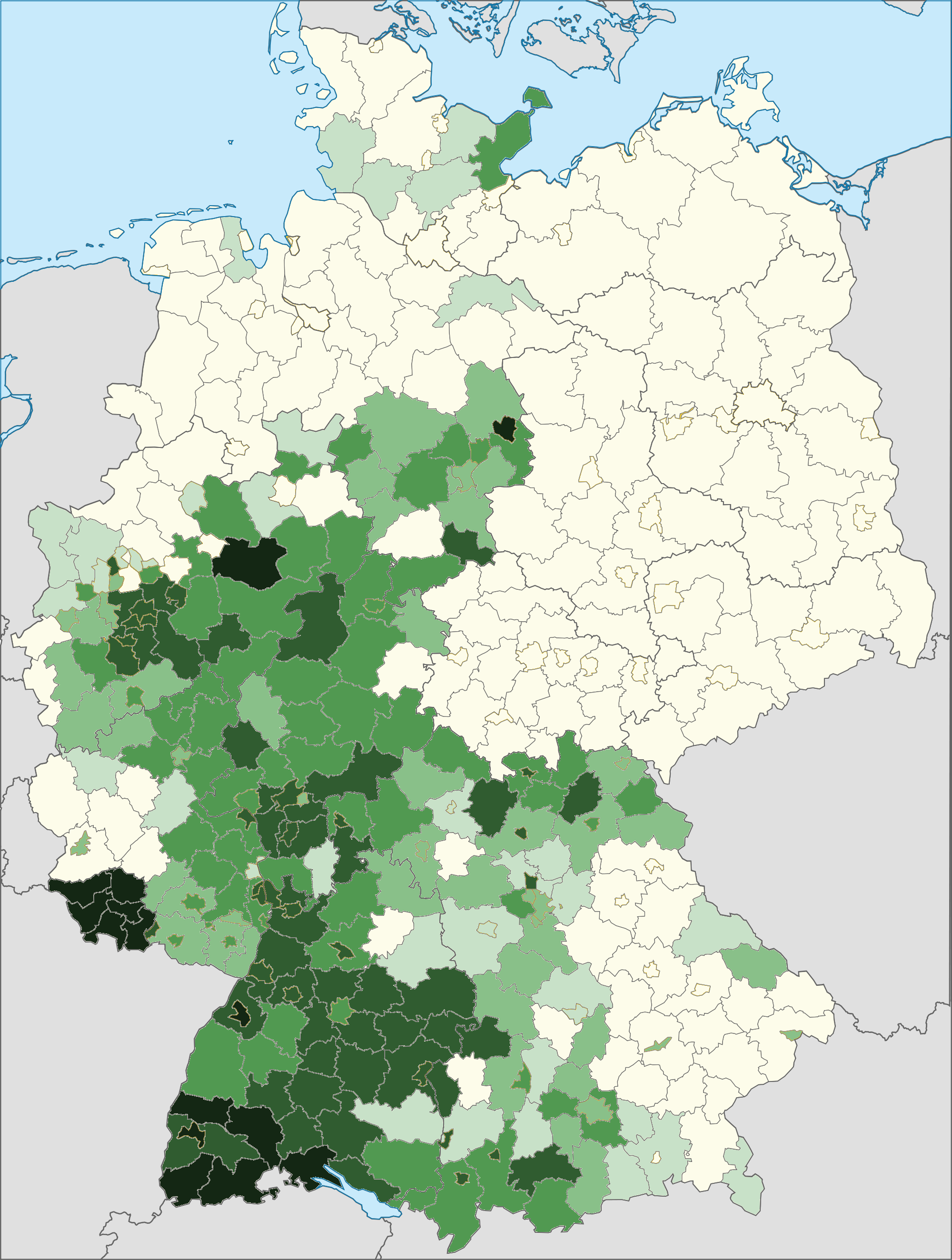
معظم الإيطاليين ،
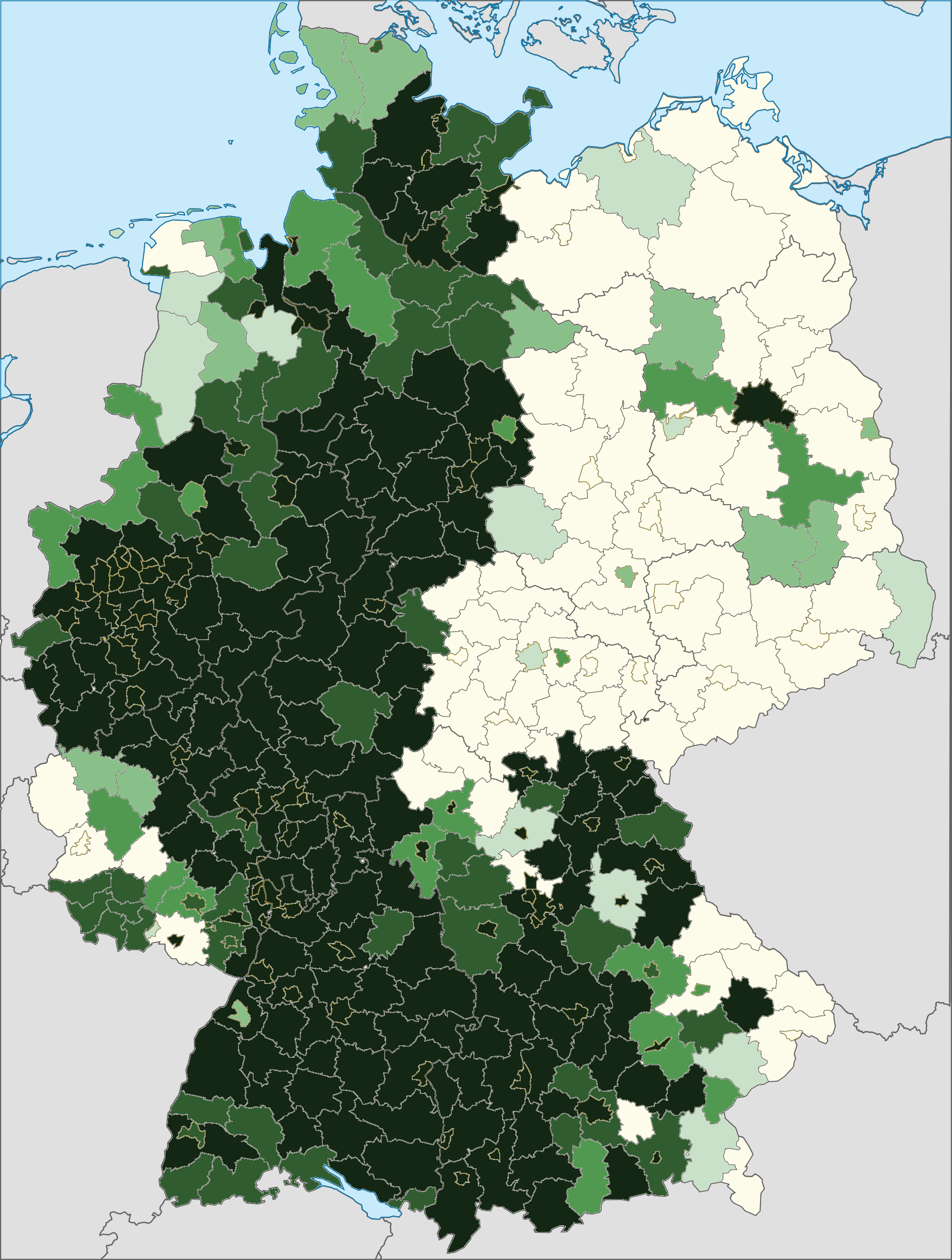
الأتراك
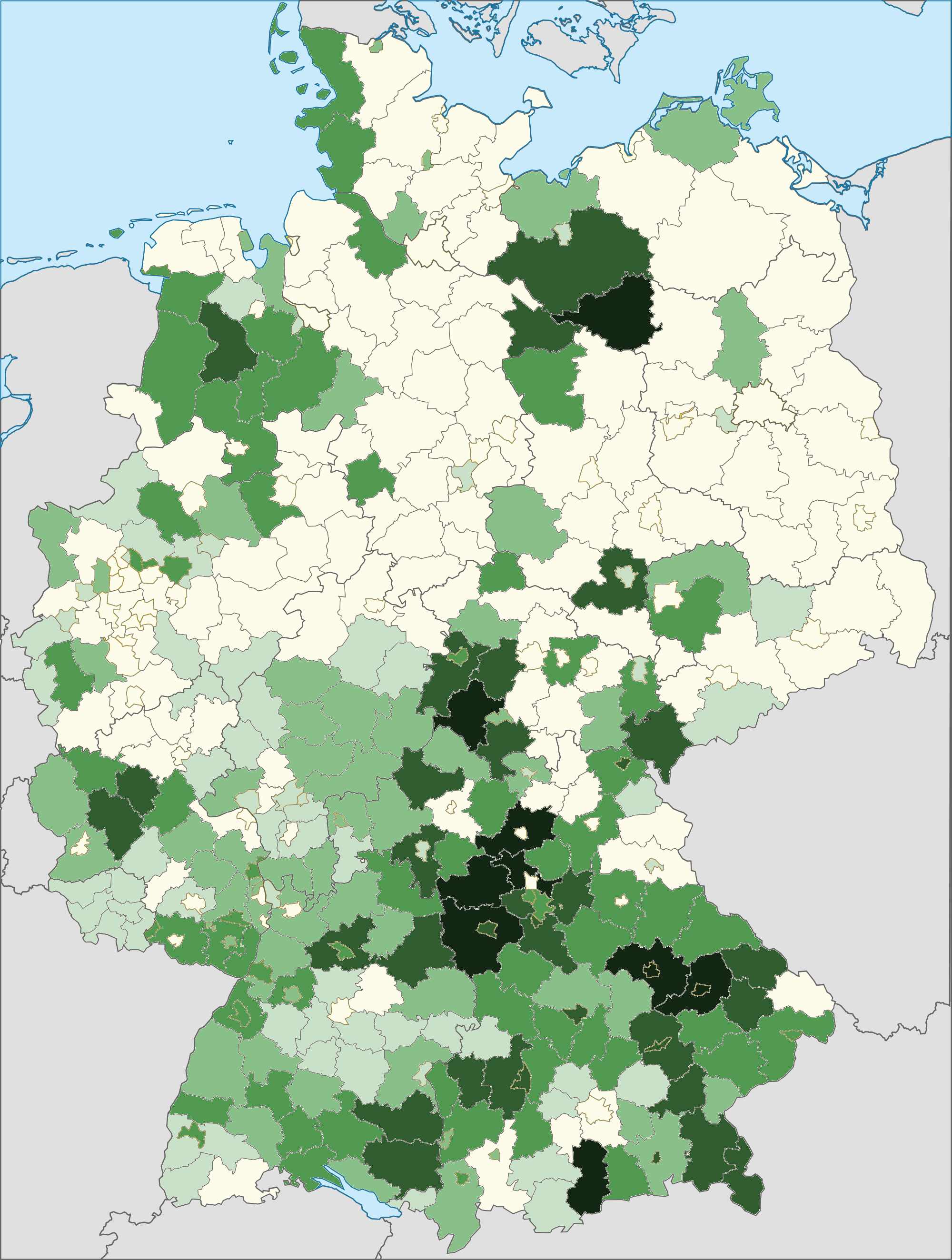
الرومانيين ،
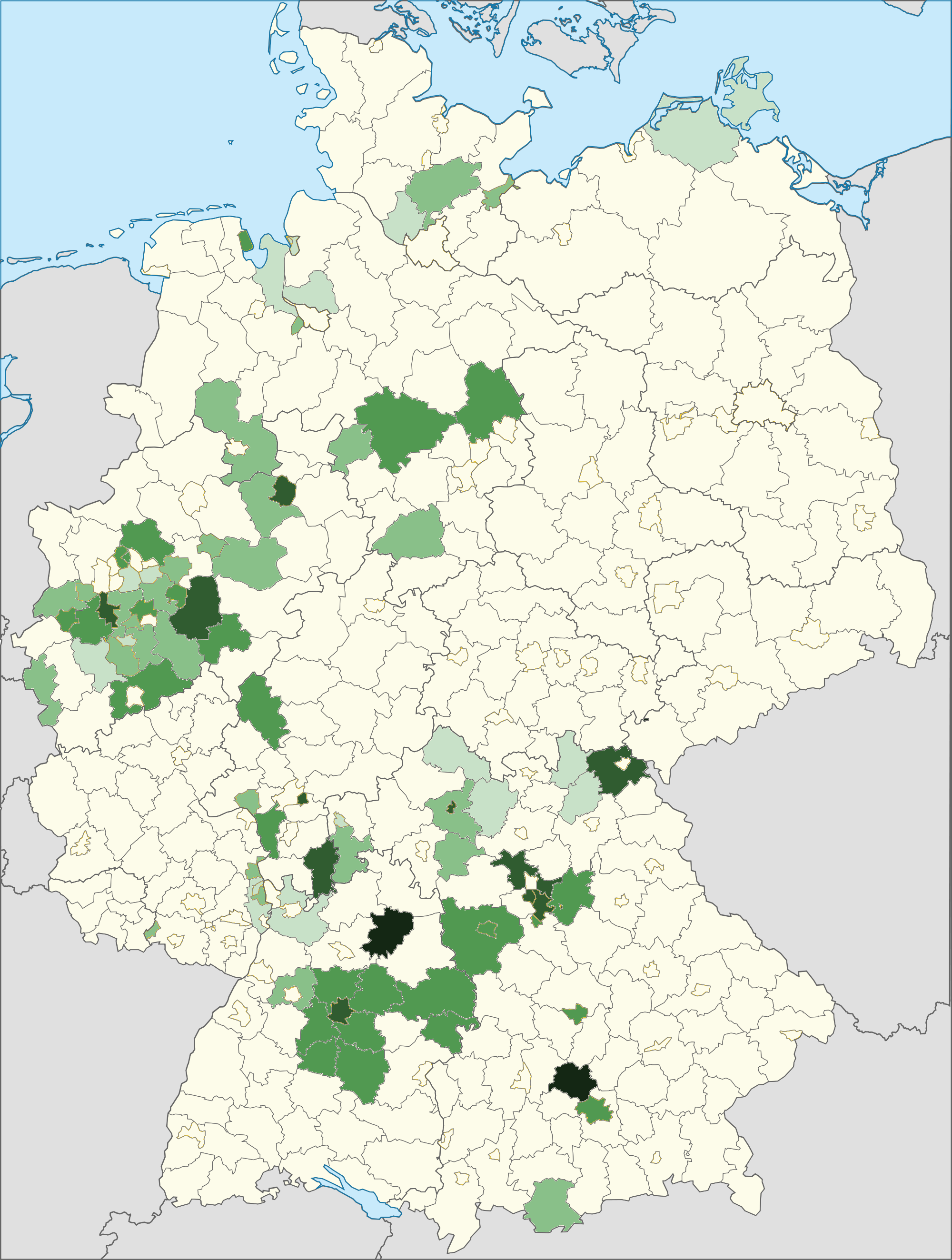
الإغريق ،
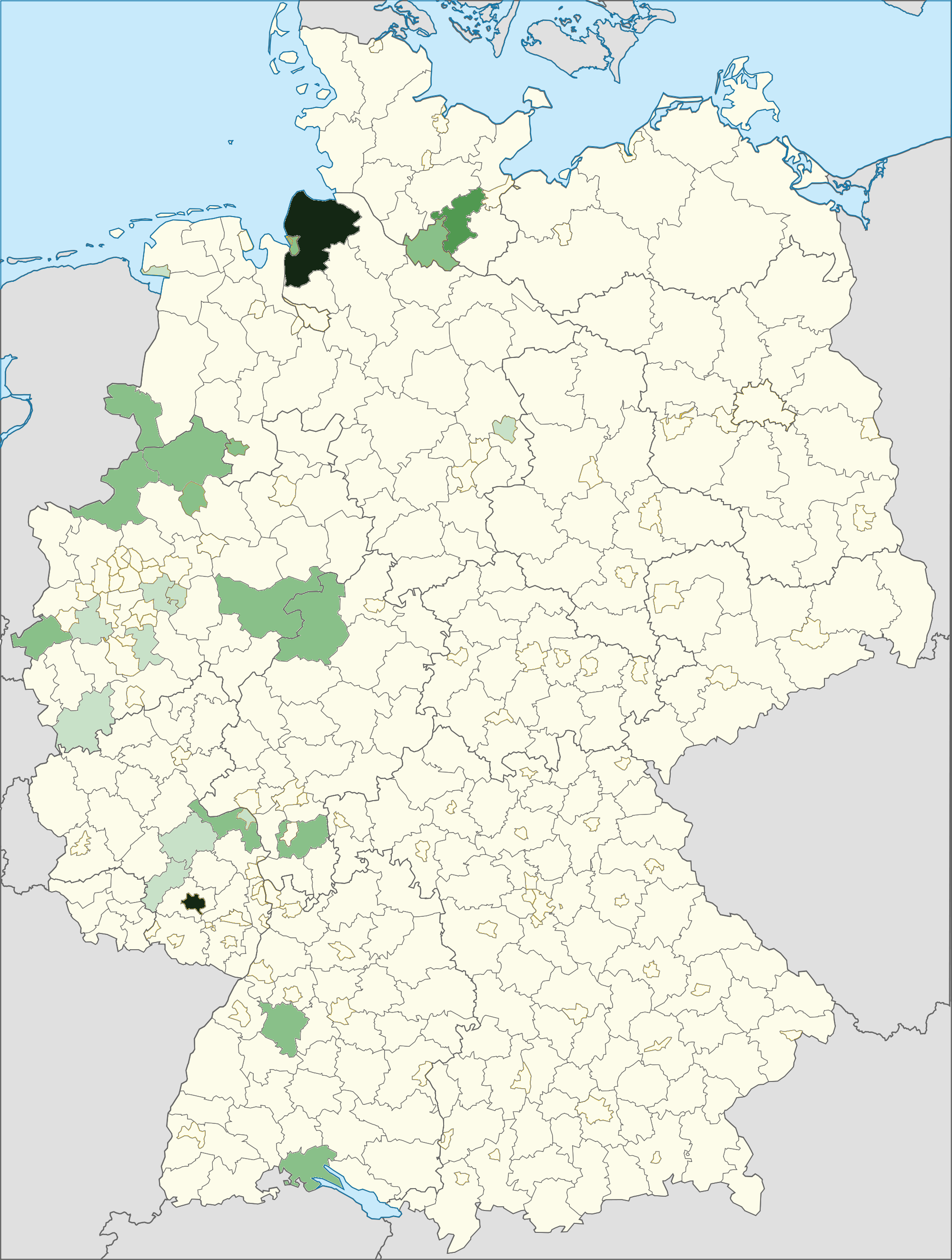
البرتغالية،
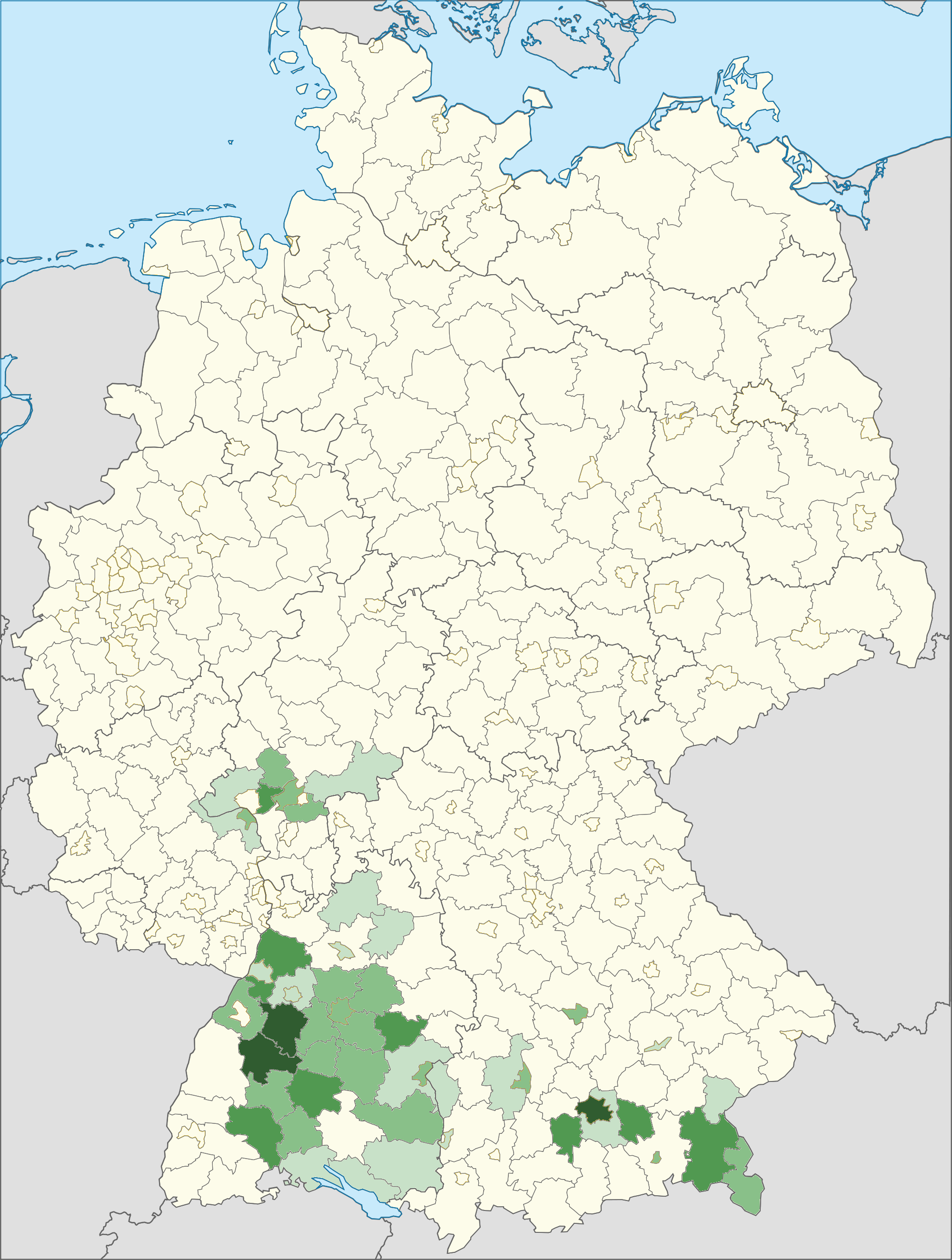
الكروات ،
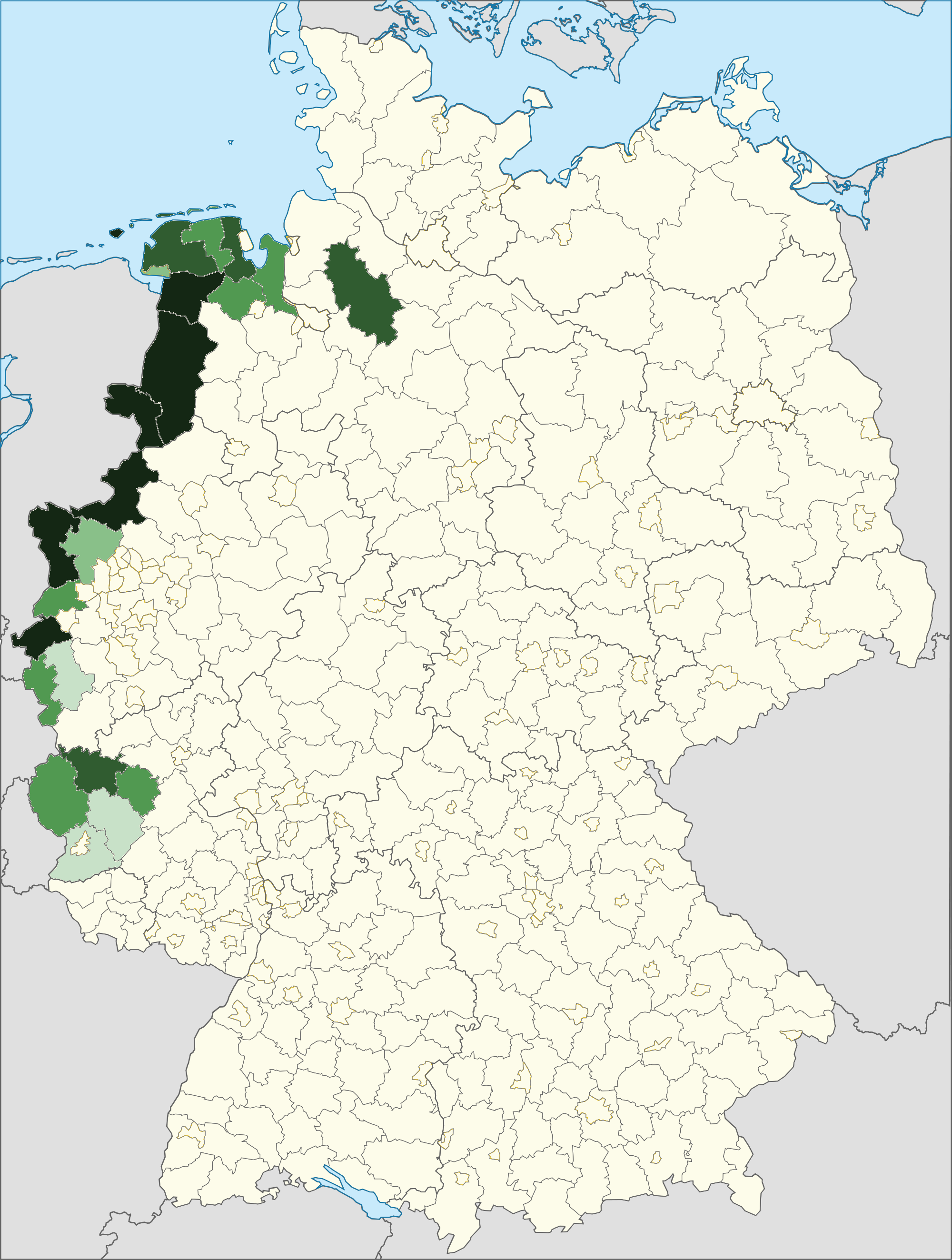
هولندي،
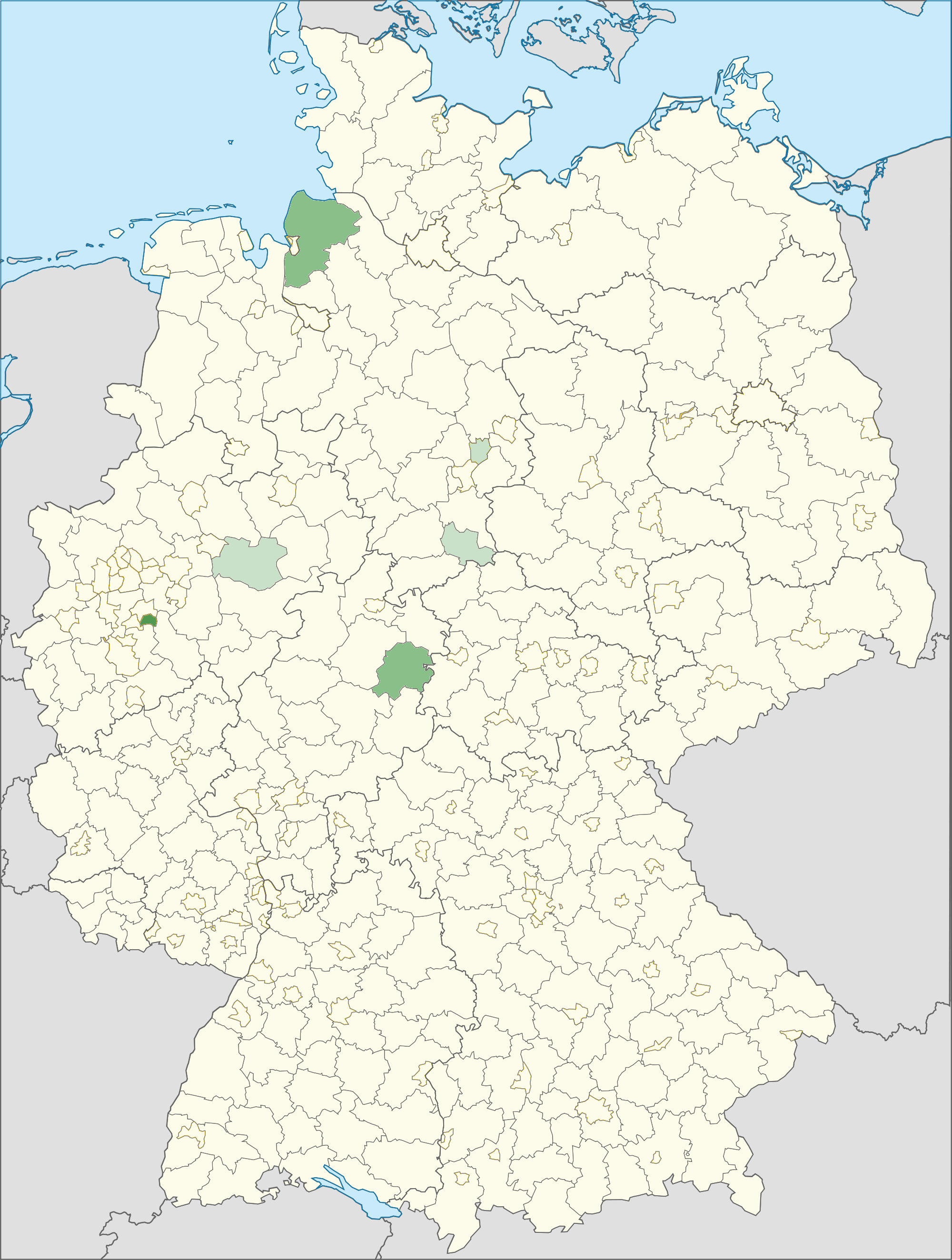
الاسبان
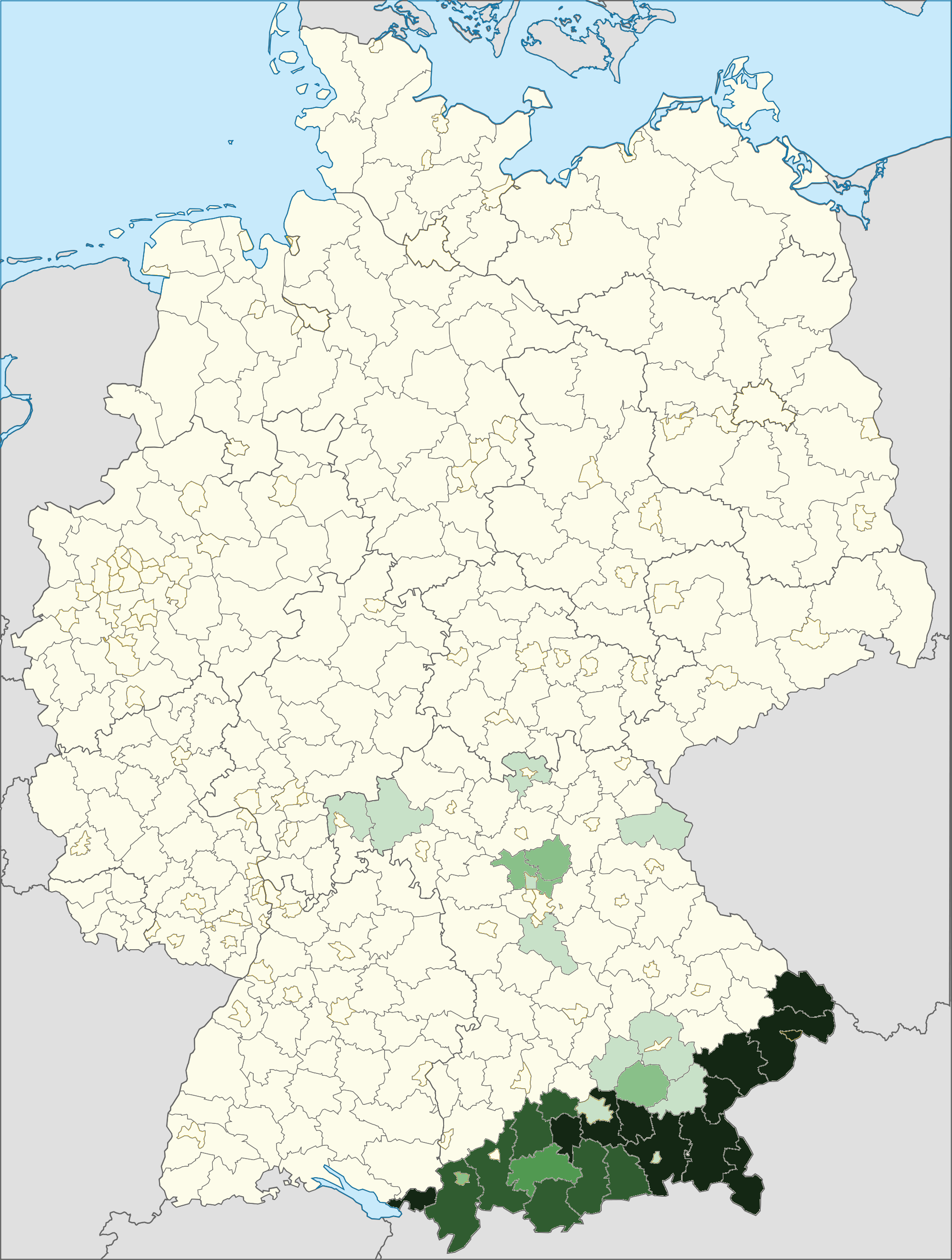
النمساويين،
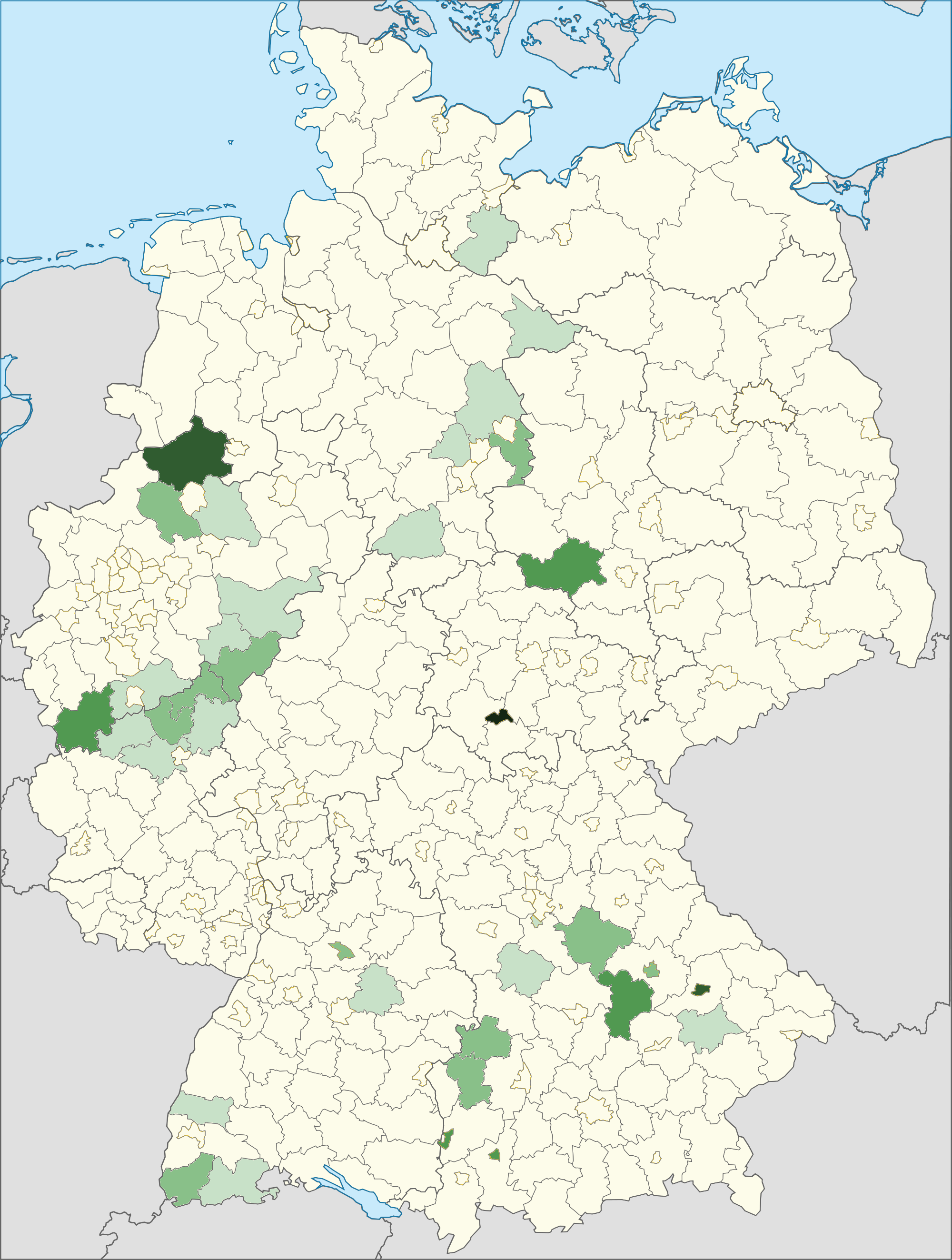
ألبان
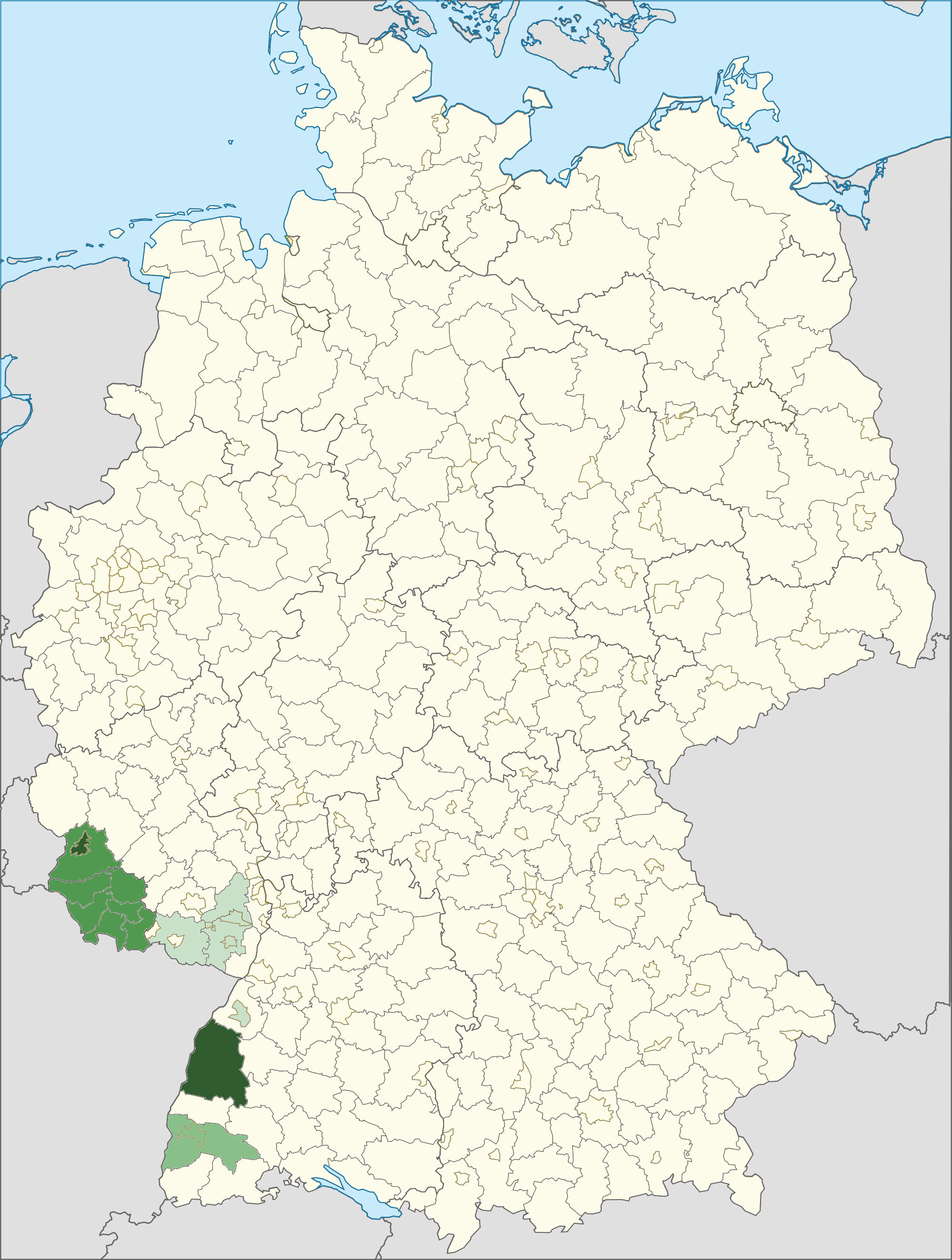
والفرنسية في الدول الغربية.